# درنة بولارشتيرن

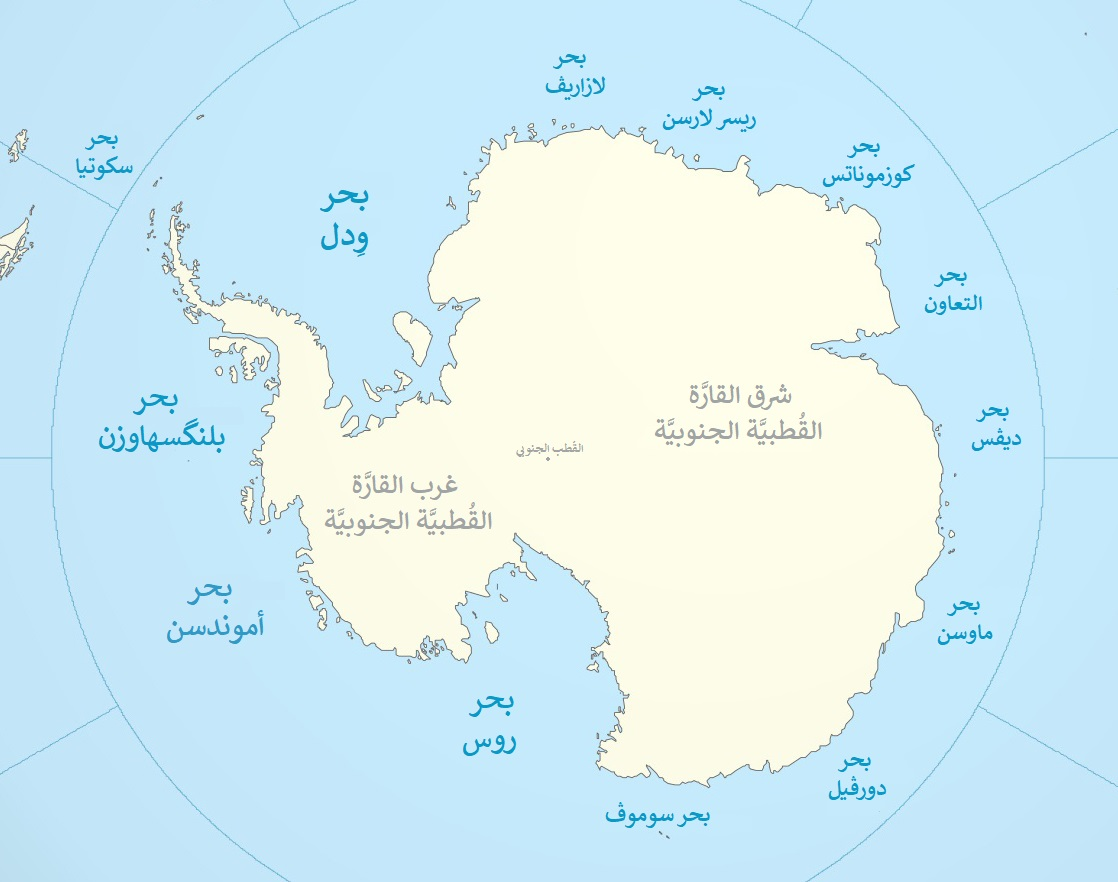
بحر ودل في الجزء الشمالي الغربي من القارة القطبية الجنوبية. موقع درنة بولارشتيرن تقريبا تحت الجزيرة الساحلية المقابلة أفقيا لكلمة Weddell sea.

درنة بولارشتيرن Polarstern Knoll هو درنة صخرية توجد تحت الماء قرب ساحل القارة القطبية الجنوبية في بحر ودل. هذه الصخرة توجد في قاع البحر الجنوبي البارد على عمق 3605 متر. تشكل الدرنة الصخرية بولارشتيرن مع درنة إكسبلورا ودرنة أندنس مجموعة من الشعاب الصخرية في شرق بحر ودل. الساحل المقابل لها في «أنتاركتيكا» (القارة القطبية الجنوبية) تسمى كوتس لاند.
يرجع تسمية تلك الصخرة العميقة باسم «بولارشتيرن كنول» إلى مهندس القياسات والباحث في علم الجليد «هاينريش هينسه» الذي كان يعمل بمعهد ألفريد ويغنر الألماني، واعترف بهذا الاسم من المعاهد العالمية في عام 1997. الاسم يعود إلى سفينة بحوث بولارشتيرن وهي التي قامت بعدد 22 بعثة في مياه القارة القطبية الجنوبية بين عامي 1982 و 1995.

## وصلات خارجية
- U.S. Geological Survey Geographic Names Information System: Polarstern Knoll (englisch)
- Polarstern Knoll auf geographic.org (englisch)

## اقرأ أيضا
- سفينة بحوث بولارشتيرن
- بحر ودل
- درنة أندنس
- درنة إكسبلورا
- أنتاركتكا
- استعمار أنتاركتكا